# Aeroportul Bokondini
Aeroportul Bokondini (IATA: BUI, ICAO: WAJB) este un aeroport din Papua⁠(d), Indonezia.
Situat la o altitudine de 1.699 m, aeroportul dispune de o singură pistă.